# 蘇巴爾漢
蘇巴爾漢為中國清朝武官官員，本籍蒙古。蘇巴爾漢於1819年（嘉慶24年）奉旨接替明祥，於台灣地區擔任台灣北路協副將。而隸屬台灣鎮之下的此官職是台灣清治時期中的這階段，台南以北之台灣中南部及北部的駐地最高武官將領。